# Station Tumba
Tumba is een station van het stadsgewestelijk spoorwegnet van Stockholm in de gemeente Salem op 23,4 kilometer ten zuiden van Stockholm C.

## Geschiedenis
Het station werd oorspronkelijk geopend in 1860 tegelijk met westelijke hoofdlijn In 1903 werd het station verbouwd in verband met de spoor verdubbeling, in 1930 en 1968 werd het station weer verbouwd. De grootste verandering vond plaats in de jaren 1990, toen het oude stationsgebouw in 1993 werd gesloopt om plaats te maken voor het huidige station met twee eilandperrons. 

## Ligging en inrichting
De perrons zijn toegankelijk vanaf twee loopbruggen met een wachtkamer boven de sporen. Ten noorden van het station is een P&R terrein en ten zuiden van het station ligt een busstation. Voor de diensten die hier eindigen is er een opstelspoor voor treinstellen.Het aantal reizigers op een gemiddelde winterdag wordt geschat op 7.500.

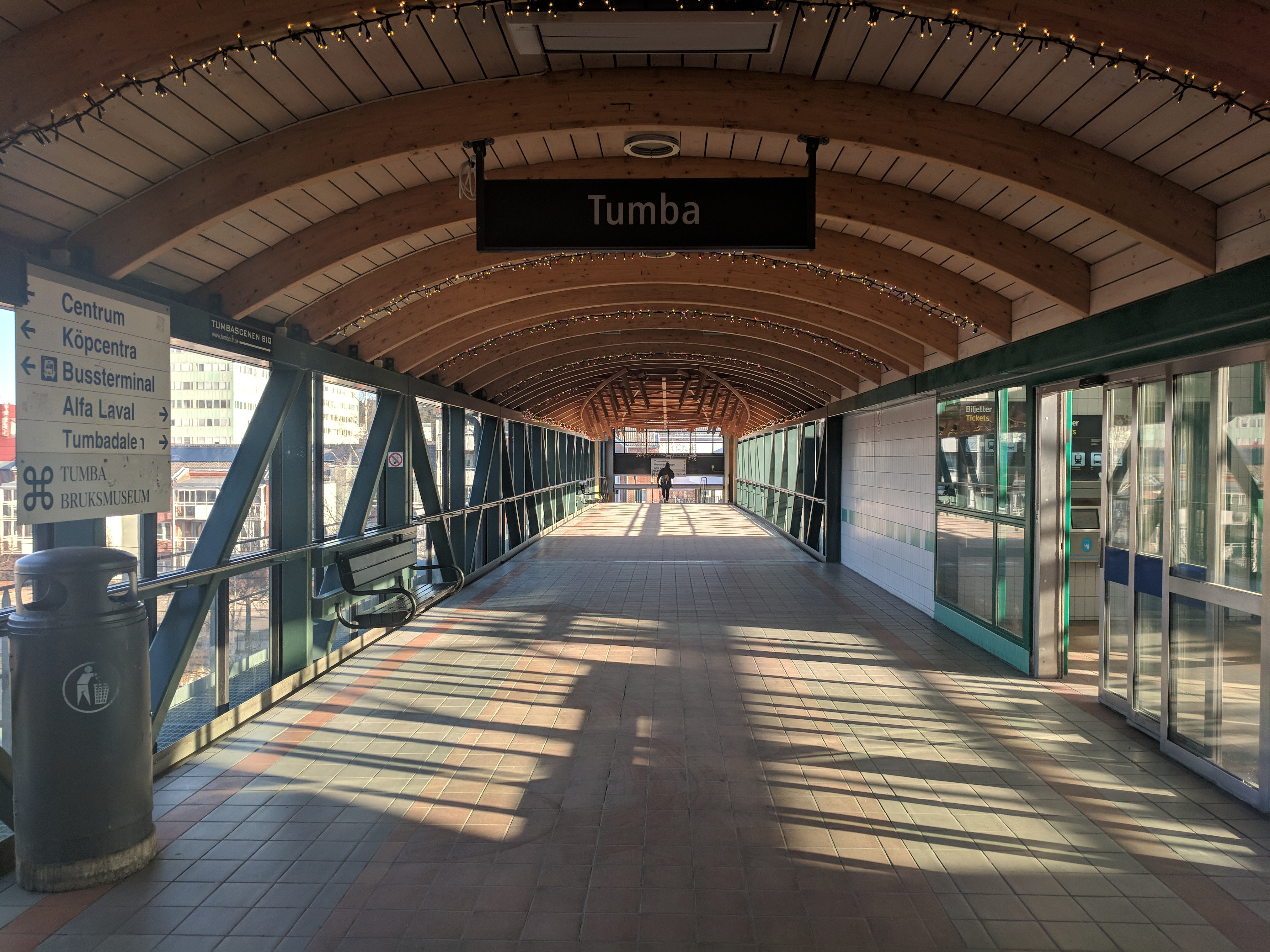
Een van de loopbruggen.
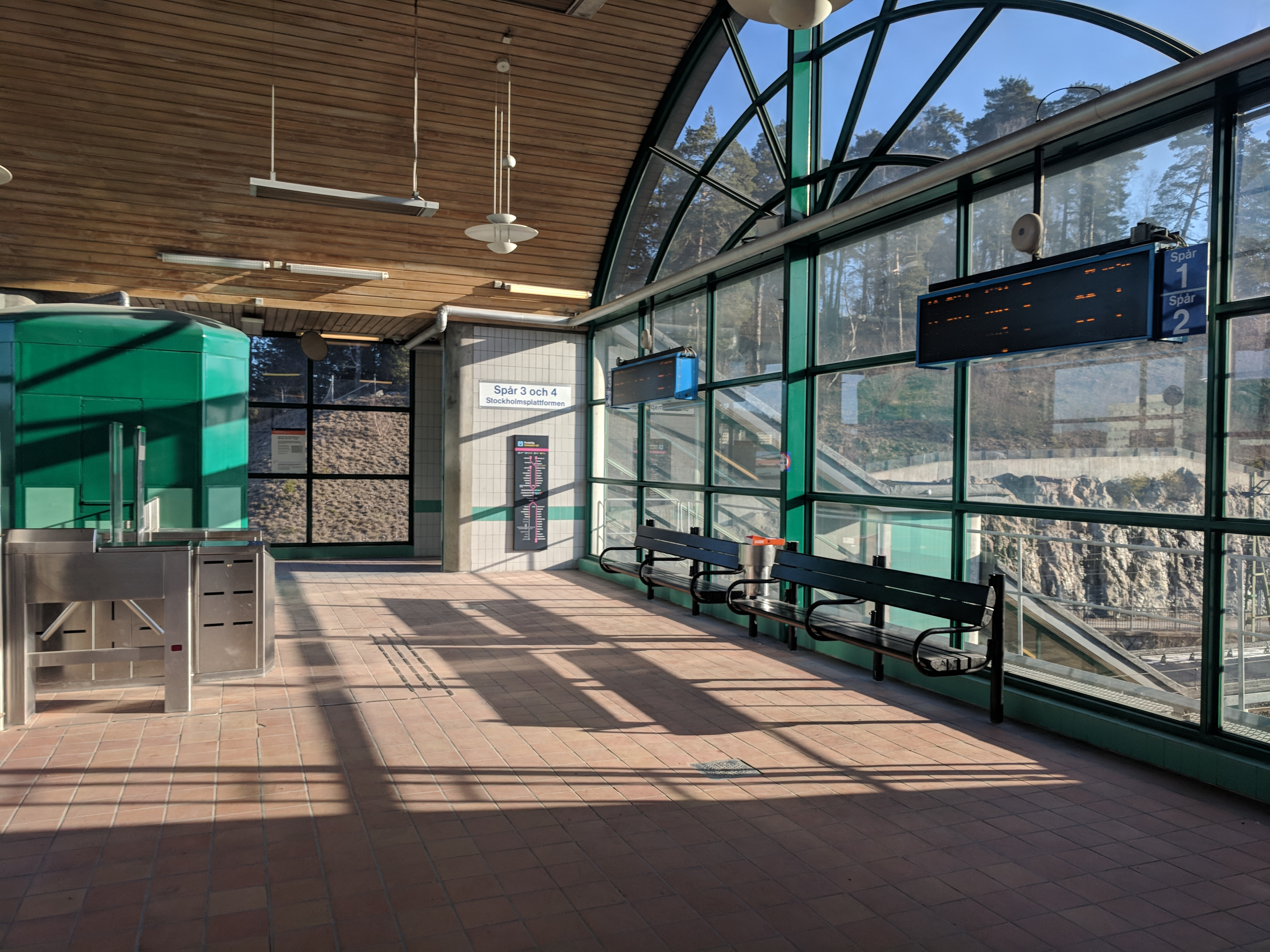
Een van de wachtkamers.
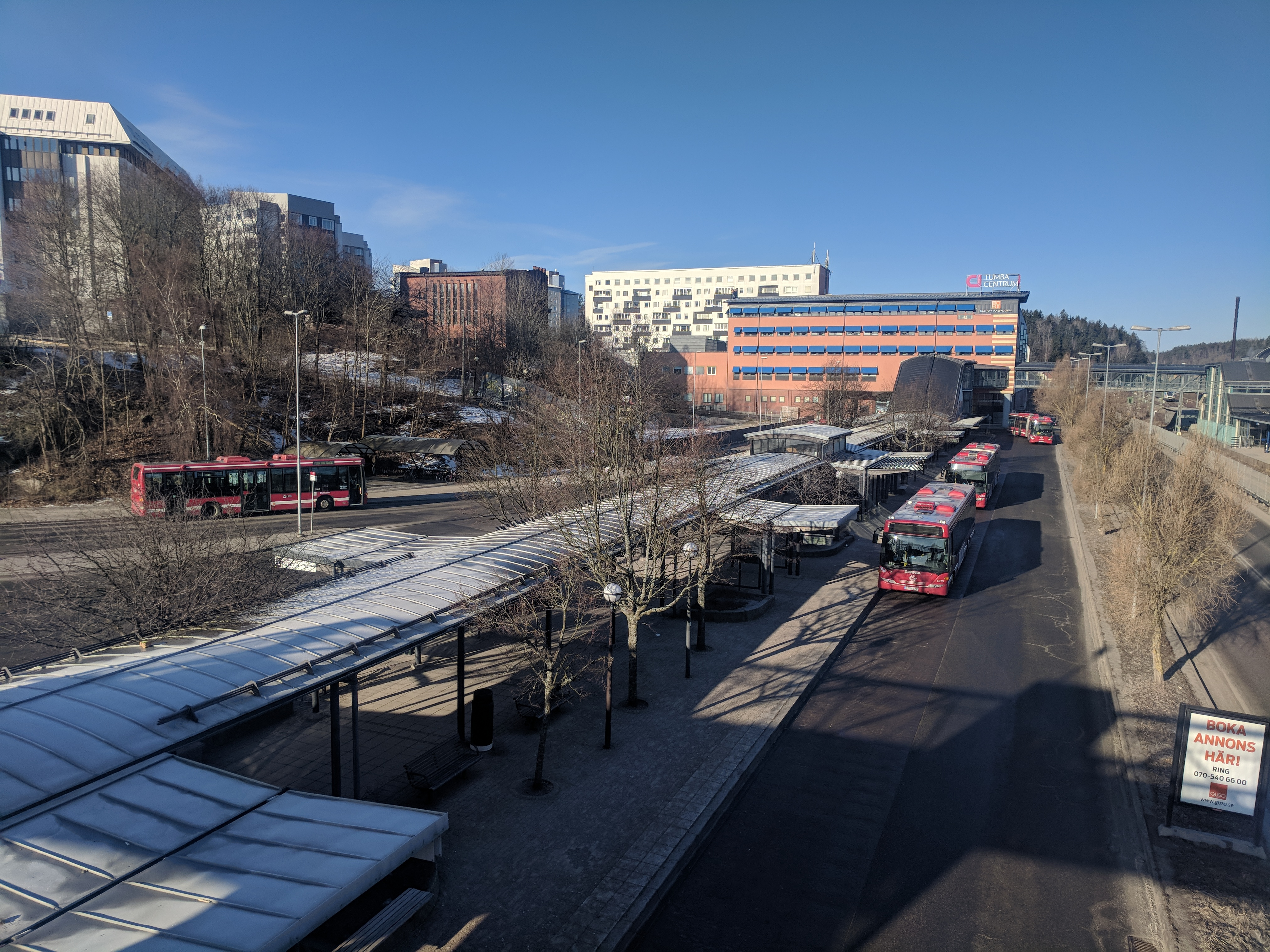
Het busstation.